# 40e Match des étoiles de la Ligue nationale de hockey
Match précédent Match suivant
Le 40e Match des étoiles de la Ligue nationale de hockey fut tenu le 7 février 1989 dans le domicile des Oilers d'Edmonton, le Northlands Coliseum. L'équipe représentant la Conférence Campbell l'emporta par la marque de 9 à 5 aux dépens de la Conférence Prince de Galles. L'étoile de la rencontre fut Wayne Gretzky des Kings de Los Angeles qui inscrivit un but en plus d'ajouter deux mentions d'assistance.

## Effectif

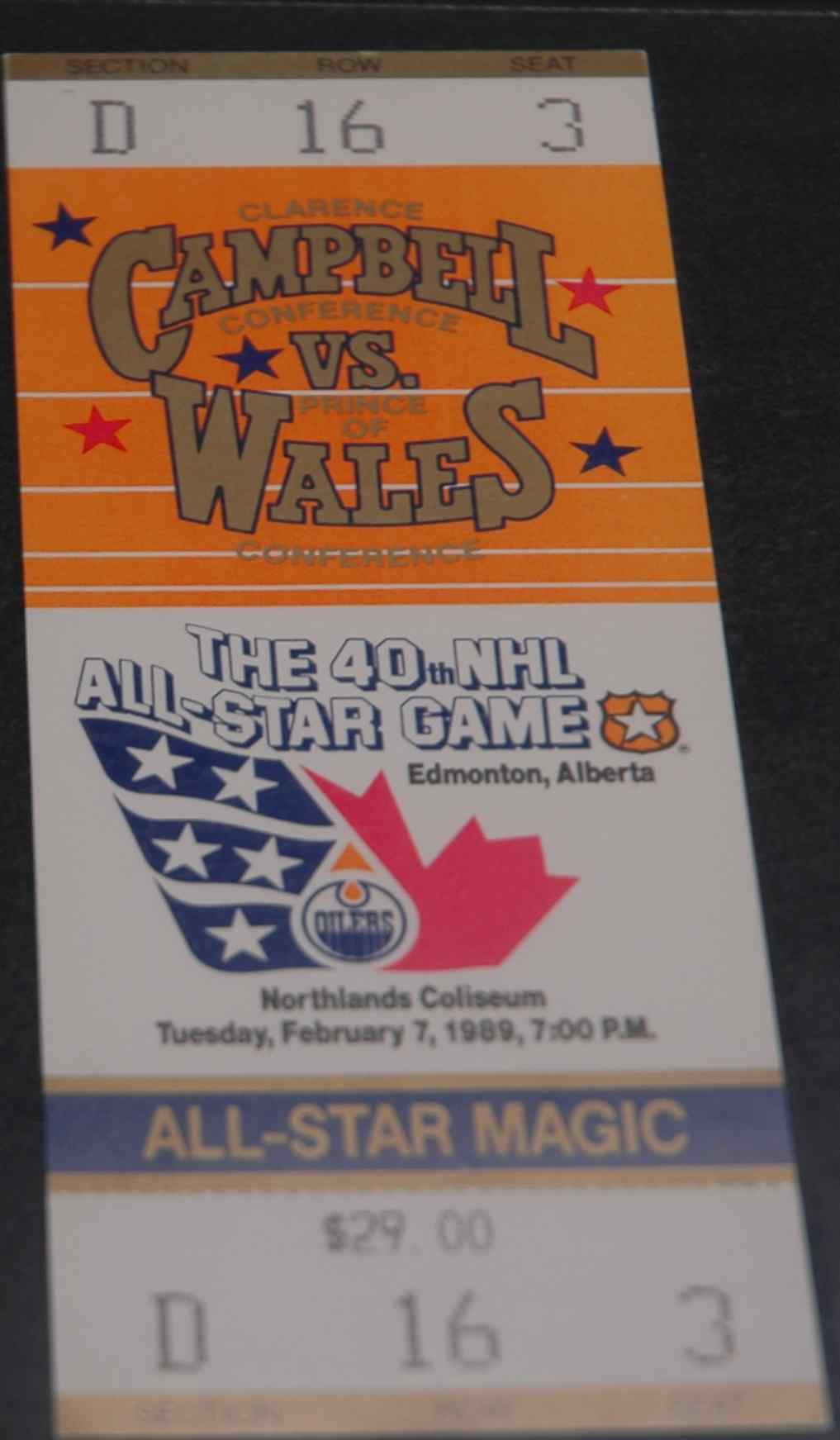
Billet du match des étoiles de 1989

### Conférence Prince de Galles
- Entraîneur-chef : Terry O'Reilly ; Bruins de Boston.
- Capitaine d'honneur : Norm Ullman.

Gardiens de buts
- 01 Réjean Lemelin ; Bruins de Boston.
- 30 Sean Burke ; Devils du New Jersey.

Défenseurs :
- 03 Scott Stevens ; Capitals de Washington.
- 06 Phil Housley ; Sabres de Buffalo.
- 07 Paul Coffey ; Penguins de Pittsburgh.
- 19 Larry Robinson ; Canadiens de Montréal.  Capitaine
- 25 Glen Wesley ; Bruins de Boston.
- 77 Raymond Bourque ; Bruins de Boston.

Attaquants :
- 08 Cam Neely, AD ; Bruins de Boston.
- 11 Kevin Dineen, AD ; Whalers de Hartford.
- 14 John MacLean, AD ; Devils du New Jersey.
- 15 Bobby Smith, C ; Canadiens de Montréal.
- 16 Pat LaFontaine, C ; Islanders de New York.
- 17 Mike Ridley, C ; Capitals de Washington.
- 18 Brian Mullen, AG ; Rangers de New York.
- 22 Rick Tocchet, AD ; Flyers de Philadelphie.
- 35 Mike McPhee, AG ; Canadiens de Montréal.
- 44 Rob Brown, C ; Penguins de Pittsburgh.
- 66 Mario Lemieux, C ; Penguins de Pittsburgh.
- 75 Walt Poddubny, C ; Nordiques de Québec.

### Conférence Campbell
- Entraîneur-chef : Glen Sather ; Oilers d'Edmonton.
- Capitaine d'honneur : Bruce MacGregor.

Gardiens de buts :
- 30 Mike Vernon ; Flames de Calgary.
- 31 Grant Fuhr ; Oilers d'Edmonton.

Défenseurs :
- 02 Dave Ellett ; Jets de Winnipeg.
- 03 Dave Manson ; Blackhawks de Chicago.
- 04 Kevin Lowe ; Oilers d'Edmonton.
- 21 Gary Suter ; Flames de Calgary.
- 23 Paul Reinhart ; Canucks de Vancouver.
- 28 Steve Duchesne ; Kings de Los Angeles.

Attaquants
- 07 Joe Mullen, AD ; Flames de Calgary.
- 09 Bernie Nicholls, C ; Kings de Los Angeles.
- 10 Gary Leeman, AD ; Maple Leafs de Toronto.
- 11 Mark Messier, C ; Oilers d'Edmonton.
- 12 Jimmy Carson, C ; Oilers d'Edmonton.
- 16 Brett Hull, AD ; Blues de Saint-Louis.
- 17 Jari Kurri, AD ; Oilers d'Edmonton.
- 19 Steve Yzerman, C ; Red Wings de Détroit.
- 20 Dino Ciccarelli, AD ; North Stars du Minnesota.
- 22 Luc Robitaille, AG ; Kings de Los Angeles.
- 25 Joe Nieuwendyk, C ; Flames de Calgary.
- 99 Wayne Gretzky, C ; Kings de Los Angeles.  Capitaine

## Feuille de match
| No                                       | Score            | Équipe           | Buteur (Passeur(s))              | Temps            |                  |
| Première période                         | Première période | Première période | Première période                 | Première période | Première période |
| ---------------------------------------- | ---------------- | ---------------- | -------------------------------- | ---------------- | ---------------- |
| 1                                        | 0-1              | Campbell         | Kurri (Gretzky - Robitaille)     | 1:07             |                  |
| 2                                        | 0-2              | Campbell         | Gretzky (Duchesne)               | 4:33             |                  |
| 3                                        | 1-2              | Prince de Galles | Neely (Lemieux - Stevens)        | 9:47 AN          |                  |
| 4                                        | 2-2              | Prince de Galles | Poddubny (Ridley - Robinson)     | 10:38            |                  |
| Pénalité : Messier (Camp.) retenu 9:35   |                  |                  |                                  |                  |                  |
| Deuxième période                         |                  |                  |                                  |                  |                  |
| 5                                        | 3-2              | Prince de Galles | Wesley (LaFontaine - B. Mullen)  | 3:16             |                  |
| 6                                        | 3-3              | Campbell         | J. Mullen (Messier - Nieuwendyk) | 7:57             |                  |
| 7                                        | 3-4              | Campbell         | Yzerman (Duchesne - Ciccarelli)  | 17:21            |                  |
| 8                                        | 3-5              | Campbell         | Leeman (Carson)                  | 17:35            |                  |
| Pénalité : Bourque (Gal.) trébuché 13:44 |                  |                  |                                  |                  |                  |
| Troisième période                        |                  |                  |                                  |                  |                  |
| 9                                        | 4-5              | Prince de Galles | Poddubny (Tocchet - Robinson)    | 4:40             |                  |
| 10                                       | 4-6              | Campbell         | J. Mullen (Manson)               | 6:53             |                  |
| 11                                       | 5-6              | Prince de Galles | Ridley (Bourque - Tocchet)       | 9:35             |                  |
| 12                                       | 5-7              | Campbell         | Robitaille (Kurri - Gretzky)     | 12:18            |                  |
| 13                                       | 5-8              | Campbell         | Carson (Leeman - Hull)           | 14:35            |                  |
| 14                                       | 5-9              | Campbell         | Messier (Nieuwendyk - J. Mullen) | 17:14            |                  |
| Pénalité : Aucune                        |                  |                  |                                  |                  |                  |

Gardiens :
- Prince de Galles : Burke (29:58), Lemelin (30:02, est entré à 9:58 de la 2e période).
- Campbell : Fuhr (29:58), Vernon (30:02, est entré à 9:58 de la 2e période).

Tirs au but :
- Prince de Galles (38) 14 - 09 - 15
- Campbell (37) 13 - 10 - 14

Arbitres : Ron Hoggarth
Juges de ligne : Ron Asselstine, Wayne Bonney